# Барча (река)
Барча — река в России, протекает в Мелеузовском районе Башкортостана. Бассейн реки Белая.
Длина реки 13 км. Течение проходит по территории Зирганского сельсовета. Исток в 5,5 км к западу от села Зирган. Течёт на северо-восток между горами Красная и Крадненская (слева) и Шиберябей (справа) через малые деревни Семёновка и Столяровка (других населённых пунктов в бассейне реки нет). От Столяровки течёт на восток и теряется в левобережной пойме реки Белая в 1,5 км к западу от села Верхнеюлдашево. Основной приток — Малая Барча (пр).
Ниже Столяровки реку пересекают железная дорога Уфа — Оренбург и автодорога Р-240 «Уфа — Оренбург».

## Данные водного реестра
По данным государственного водного реестра России относится к Камскому бассейновому округу, водохозяйственный участок реки — Белая от Юмагузинского гидроузла до города Салавата, без реки Нугуш (от истока до Нугушского гидроузла), речной подбассейн реки — Белая. Речной бассейн реки — Кама.
Код водного объекта в государственном водном реестре — 10010200412111100018121.